# Euproctis citrona
Euproctis citrona är en fjärilsart som beskrevs av Bethune-Baker 1911. Euproctis citrona ingår i släktet Euproctis och familjen tofsspinnare. Inga underarter finns listade i Catalogue of Life.